# Comité olympique du Costa Rica
Le Comité olympique du Costa Rica (en espagnol : Comité Olímpico de Costa Rica), est le comité olympique officiel du Costa Rica. 
 De code CIO CRC, il a été créé en 1953 et reconnu l'année suivante. 
 Son président est actuellement Henry Nùñez et sa secrétaire général Silvia Gonzàlez. Son siège est situé à San José.